# Boels Ladies Tour 2016
La 19e édition du Boels Ladies Tour a lieu du 30 août au 4 septembre 2016. La course fait partie du calendrier UCI féminin en catégorie 2.1.
Amalie Dideriksen remporte la première étape au sprint. Le contre-la-montre par équipes de la deuxième étape est dominé par la formation Boels Dolmans. Le lendemain, sur une étape plus vallonnée, Katarzyna Niewiadoma s'impose. Chantal Blaak prend la tête du classement général et compte huit secondes d'avance sur sa coéquipière Ellen van Dijk. Les quatrième et cinquième étapes se concluent par un sprint massif. La première est gagnée par Sarah Roy, la deuxième par Lisa Brennauer. Sur l'ultime étape qui se court autour de Fauquemont avec plusieurs ascensions du Cauberg au programme, Katarzyna Niewiadoma devant Ellen van Dijk. Celle-ci ne reprend que deux secondes à Chantal Blaak et reste donc deuxième. Au classement général, Chantal Blaak s'impose donc devant Ellen van Dijk et Alena Amialiusik. Katarzyna Niewiadoma gagne les classements par points et de la meilleure jeune. Roxane Kneteman est la meilleure grimpeuse. Winanda Spoor gagne le classement des sprints, Chantal Blaak celui du combiné. Enfin la formation Boels Dolmans est la meilleure équipe.

## Présentation

### Comité d'organisation
L'épreuve est organisée par la Foundation Holland Ladies Tour située à Wezep.

### Règlement de la course

#### Délais
Lors d'une course cycliste, les coureurs sont tenus d'arriver dans un laps de temps imparti à la suite du premier pour pouvoir être classés. Les délais prévus sont de 10 % pour toutes les étapes, sauf le contre-la-montre par équipes où il est porté à 33 %.

#### Classements et bonifications
Le classement général individuel au temps est calculé par le cumul des temps enregistrés dans chacune des étapes parcourues. Des bonifications et d'éventuelles pénalisations sont incluses dans le calcul du classement. Le coureur qui est premier de ce classement est porteur du maillot orange. En cas d'égalité au temps, la somme des places obtenues sur chaque étape départage les concurrentes. En cas de nouvelle égalité, la place lors de la dernière étape sert de critère pour décider de la vainqueur.
Des bonifications sont attribuées dans cette épreuve. L'arrivée des étapes, à l'exception du contre-la-montre par équipes, donne dix, six et quatre secondes de bonifications aux trois premières. Par ailleurs, durant la course, il existe des sprints intermédiaires dont les trois premiers sont récompensés respectivement de trois secondes, deux secondes et une seconde.

##### Classement par points
Le maillot vert, récompense le classement par points. Celui-ci se calcule selon le classement lors des arrivées d'étape et des sprints intermédiaires.
Lors d'une arrivée d'étape, les quinze première se voient accorder des points selon le décompte suivant : 25, 20, 16, 14, 12, 10, 9, 8, 7, 6, 5, 4, 3, 2 et 1 point. En cas d'égalité, les coureurs sont prioritairement départagés par le nombre de victoires d'étapes. Si l'égalité persiste, le nombre de victoires à des sprints intermédiaires puis éventuellement la place obtenue au classement général entrent en compte. Pour être classé, un coureur doit avoir terminé la course dans les délais.

##### Classement de la meilleure grimpeuse
Le classement de la meilleure grimpeuse, ou classement des monts, est un classement spécifique basé sur les arrivées au sommet des ascensions répertoriées dans l'ensemble de la course. Elles sont classés en deux catégories. Les ascensions de première catégorie rapportent respectivement 5, 3 et 1 points aux trois premières coureuses, celles de deuxième catégorie 3, 2 et 1 points. Le premier du classement des monts est détenteur du maillot jaune. En cas d'égalité, les coureurs sont prioritairement départagés par le nombre de premières places aux sommets des ascension de première catégorie, puis de deuxième catégorie. Si l'égalité persiste, le critère suivant est la place obtenue au classement général. Pour être classé, un coureur doit avoir terminé la course dans les délais.

##### Classement de la meilleure jeune
Le classement de la meilleure jeune ne concerne qu'une certaine catégorie de coureuses, celles étant âgées de moins de 23 ans. C'est-à-dire aux coureuses nées après le 1er janvier 1994. Ce classement, basé sur le classement général, attribue au premier un maillot blanc et bleu.

##### Classement des sprints
Le maillot blanc et rouge, récompense le classement des sprints. Celui-ci se calcule selon le classement lors de sprints intermédiaires. Les trois premiers coureurs des sprints intermédiaires reçoivent respectivement 3, 2 et un point. En cas d'égalité, c'est le résultat du dernier sprint qui est retenu.

##### Classement du combiné
Le classement du combiné attribue un maillot violet. La position des coureuses dans les classements suivants est prise en compte : classement général, classement par points et classement des sprints. Chaque classement donne 12, 12, 10, 8, 6, 5, 4, 3, 2 et 1 point respectivement aux dix premières. Celle ayant le plus de points mène le classement.

##### Classement par équipes
Le classement par équipes est calculé en conformité avec le règlement UCI.

##### Classement de la combativité
À l'issue de chaque étape, un jury constitué de la direction de course et de journalistes attribue à la coureuse ayant le plus mérité, le trophée de la combativité. Il est doté symboliquement d'un maillot bleu durant la remise des récompenses, cependant cet habit ne doit pas être porté en course.

##### Répartition des maillots
Chaque coureuse en tête d'un classement est porteuse du maillot ou du dossard distinctif correspondant. Cependant, dans le cas où une coureuse dominerait plusieurs classements, celle-ci ne porte qu'un seul maillot distinctif, selon une priorité de classements. Le classement général au temps est le classement prioritaire, suivi du classement par points, du classement général du meilleur grimpeur, du classement de la meilleure jeune, des sprints et du combiné. Si ce cas de figure se produit, le maillot correspondant au classement annexe de priorité inférieure n'est pas porté par celui qui domine ce classement mais par son deuxième.

#### Primes
Les étapes permettent de remporter les primes suivantes :
| Position | 1er   | 2e    | 3e    | 4e    | 5e   | 6e   | 7e   | 8e   | 9e   | 10e  |
| Prix     | 276 € | 169 € | 116 € | 106 € | 99 € | 83 € | 73 € | 64 € | 64 € | 64 € |

En sus, les coureuses placées de la 11e à la 15e place gagnent 41 €.
Le contre-la-montre par équipes attribue les sommes suivantes :
| Position | 1er   | 2e   | 3e   | 4e   | 5e   | 6e  | 7e  | 8e  | 9e  | 10e |
| Prix     | 138 € | 85 € | 58 € | 51 € | 50 € | 0 € | 0 € | 0 € | 0 € | 0 € |

Le classement général final attribue les sommes suivantes :
| Position | 1er   | 2e    | 3e    | 4e    | 5e    | 6e    | 7e    | 8e    | 9e    | 10e  |
| Prix     | 379 € | 326 € | 272 € | 164 € | 152 € | 141 € | 130 € | 119 € | 109 € | 97 € |

Les primes se poursuivent comme suit : 87 € (11e), 76 € (12e), 66 € (13e), 53 € (14e), 42 € (15e). Les coureuses classées de la 16e à la 20e place reçoivent  28 €.

#### Prix
Le port de chacun des maillots distinctifs est récompensé par une prime journalière de 40 € pour le maillot orange (classement général) et 20 € pour tous les autres. Le gain final du classement général, du classement par points, des sprints ou de la montagne rapporte :
| Position | 1er  | 2e   | 3e   | 4e   | 5e   | 6e  | 7e  | 8e  | 9e  | 10e |
| Prix     | 75 € | 60 € | 50 € | 25 € | 15 € | 0 € | 0 € | 0 € | 0 € | 0 € |

## Parcours
Le parcours débute à Tiel et se conclut à Fauquemont. La troisième étape comporte plusieurs ascensions du Snijdersberg,. La dernière étape se dispute autour de Fauquemont et se conclut au sommet du Cauberg.

## Favorites
La championne olympique Anna van der Breggen, la championne du monde Elizabeth Armitstead et la vainqueur sortante Lisa Brennauer sont au départ. Elles comptent logiquement parmi les favorites.

## Équipes
Dix équipes UCI, une équipe amateur, trois équipes régionales et une équipes internationales prennent le départ de la course.
| Équipes UCI             | Équipes UCI | Équipes UCI |
| Nom de l'équipe         | Pays        | Code        |
| ----------------------- | ----------- | ----------- |
| Boels Dolmans           | Pays-Bas    | DLT         |
| Canyon-SRAM Racing      | Allemagne   | LPR         |
| Hitec Products          | Norvège     | HPU         |
| Lensworld-Zannata-Etixx | Belgique    | LZE         |
| Liv-Plantur             | Pays-Bas    | TLP         |
| Lotto Soudal            | Belgique    | LBL         |
| Orica-AIS               | Australie   | OGE         |
| Parkhotel Valkenburg    | Pays-Bas    | PHV         |
| Rabo Liv Women          | Pays-Bas    | RBW         |
| Wiggle High5            | Royaume-Uni | WHT         |

| Équipes amateurs | Équipes amateurs | Équipes amateurs |
| Nom de l'équipe  | Pays             | Code             |
| ---------------- | ---------------- | ---------------- |
| Jan van Arckel   | Pays-Bas         |                  |

| Sélections nationales et régionales | Sélections nationales et régionales | Sélections nationales et régionales |
| Nom de l'équipe                     | Pays                                | Code                                |
| ----------------------------------- | ----------------------------------- | ----------------------------------- |
| Regioteam Noord                     | Pays-Bas                            |                                     |
| Regioteam Rijnmond                  | Pays-Bas                            |                                     |
| Regioteam Zuid-Holland              | Pays-Bas                            |                                     |
| Regional team Scandinavia           |                                     |                                     |

## Étapes
| Étape     | Date    | Villes étapes                   | type                         | Distance (km) | Vainqueur d'étape    | Leader du classement général |
| --------- | ------- | ------------------------------- | ---------------------------- | ------------- | -------------------- | ---------------------------- |
| 1re étape | 30 août | Tiel – Tiel                     | étape de plaine              | 103,1         | Amalie Dideriksen    | Amalie Dideriksen            |
| 2e étape  | 31 août | Gennep – Gennep                 | contre-la-montre par équipes | 26,4          | Boels Dolmans        | Amalie Dideriksen            |
| 3e étape  | 1 sept. | Sittard-Geleen – Sittard-Geleen | étape vallonnée              | 122,6         | Katarzyna Niewiadoma | Chantal Blaak                |
| 4e étape  | 2 sept. | Bois-le-Duc – Bois-le-Duc       | étape de plaine              | 110,8         | Sarah Roy            | Chantal Blaak                |
| 5e étape  | 3 sept. | Tiel – Tiel                     | étape de plaine              | 115,7         | Lisa Brennauer       | Chantal Blaak                |
| 6e étape  | 4 sept. | Bunde – Fauquemont-sur-Gueule   | étape vallonnée              | 119,4         | Katarzyna Niewiadoma | Chantal Blaak                |

## Déroulement de la course

### 1reétape
La première coureuse à s'échapper est Winanda Spoor. Son avantage culmine à une minute cinquante avant de se faire reprendre. Minke van Dongen attaque ensuite. Katarzyna Niewiadoma la rejoint ensuite. Ensemble, elles comptent jusqu'à cinq minutes d'avance. Cet écart se réduit à deux minutes aux vingt-cinq kilomètres. Elles sont reprises à une dizaine de kilomètres de l'arrivée. Au sprint, Amalie Dideriksen devance Sara Mustonen et Barbara Guarischi.
| \| Classement de l'étape \| Classement de l'étape \| Classement de l'étape \| Classement de l'étape \| Classement de l'étape \| \| Coureur \| Coureur \| Pays \| Équipe \| Temps \| \| --------------------- \| ------------------------- \| --------------------- \| --------------------- \| --------------------- \| \| 1re \| Amalie Dideriksen \| Danemark \| Boels Dolmans \| 2 h 36 min 35 s \| \| 2e \| Sara Mustonen \| Suède \| Liv-Plantur \| + 0 s \| \| 3e \| Barbara Guarischi \| Italie \| Canyon-SRAM Racing \| + 0 s \| \| 4e \| Loren Rowney \| Australie \| Orica-AIS \| + 0 s \| \| 5e \| Ellen van Dijk \| Pays-Bas \| Boels Dolmans \| + 0 s \| \| 6e \| Emilie Moberg \| Norvège \| Hitec Products \| + 0 s \| \| 7e \| Chantal Blaak \| Pays-Bas \| Boels Dolmans \| + 2 s \| \| 8e \| Maria Giulia Confalonieri \| Italie \| Lensworld-Zannata \| + 2 s \| \| 9e \| Leah Kirchmann \| Canada \| Liv-Plantur \| + 2 s \| \| 10e \| Nina Kessler \| Pays-Bas \| Lensworld-Zannata \| + 2 s \| |                           |           |                    |                 |
| |                           |           |                    |                 |
| |                           |           |                    |                 |
| Classement de l'étape |                           |           |                    |                 |
| Coureur | Coureur                   | Pays      | Équipe             | Temps           |
| 1re | Amalie Dideriksen         | Danemark  | Boels Dolmans      | 2 h 36 min 35 s |
| 2e | Sara Mustonen             | Suède     | Liv-Plantur        | + 0 s           |
| 3e | Barbara Guarischi         | Italie    | Canyon-SRAM Racing | + 0 s           |
| 4e | Loren Rowney              | Australie | Orica-AIS          | + 0 s           |
| 5e | Ellen van Dijk            | Pays-Bas  | Boels Dolmans      | + 0 s           |
| 6e | Emilie Moberg             | Norvège   | Hitec Products     | + 0 s           |
| 7e | Chantal Blaak             | Pays-Bas  | Boels Dolmans      | + 2 s           |
| 8e | Maria Giulia Confalonieri | Italie    | Lensworld-Zannata  | + 2 s           |
| 9e | Leah Kirchmann            | Canada    | Liv-Plantur        | + 2 s           |
| 10e | Nina Kessler              | Pays-Bas  | Lensworld-Zannata  | + 2 s           |

| \| Classement général \| Classement général \| Classement général \| Classement général \| Classement général \| \| Coureur \| Coureur \| Pays \| Équipe \| Temps \| \| ------------------ \| ------------------------- \| ------------------ \| ------------------- \| ------------------ \| \| 1re \| Amalie Dideriksen \| Danemark \| Boels Dolmans \| 2 h 36 min 25 s \| \| 2e \| Sara Mustonen \| Suède \| Liv-Plantur \| + 4 s \| \| 3e \| Barbara Guarischi \| Italie \| Canyon-SRAM Racing \| + 6 s \| \| 4e \| Loren Rowney \| Australie \| Orica-AIS \| + 10 s \| \| 5e \| Ellen van Dijk \| Pays-Bas \| Boels Dolmans \| + 10 s \| \| 6e \| Emilie Moberg \| Norvège \| Hitec Products \| + 10 s \| \| 7e \| Chantal Blaak \| Pays-Bas \| Boels Dolmans \| + 10 s \| \| 8e \| Lotte Kopecky \| Belgique \| Lotto Soudal Ladies \| + 11 s \| \| 9e \| Maria Giulia Confalonieri \| Italie \| Lensworld-Zannata \| + 12 s \| \| 10e \| Leah Kirchmann \| Canada \| Liv-Plantur \| + 12 s \| |                           |           |                     |                 |
| |                           |           |                     |                 |
| |                           |           |                     |                 |
| Classement général |                           |           |                     |                 |
| Coureur | Coureur                   | Pays      | Équipe              | Temps           |
| 1re | Amalie Dideriksen         | Danemark  | Boels Dolmans       | 2 h 36 min 25 s |
| 2e | Sara Mustonen             | Suède     | Liv-Plantur         | + 4 s           |
| 3e | Barbara Guarischi         | Italie    | Canyon-SRAM Racing  | + 6 s           |
| 4e | Loren Rowney              | Australie | Orica-AIS           | + 10 s          |
| 5e | Ellen van Dijk            | Pays-Bas  | Boels Dolmans       | + 10 s          |
| 6e | Emilie Moberg             | Norvège   | Hitec Products      | + 10 s          |
| 7e | Chantal Blaak             | Pays-Bas  | Boels Dolmans       | + 10 s          |
| 8e | Lotte Kopecky             | Belgique  | Lotto Soudal Ladies | + 11 s          |
| 9e | Maria Giulia Confalonieri | Italie    | Lensworld-Zannata   | + 12 s          |
| 10e | Leah Kirchmann            | Canada    | Liv-Plantur         | + 12 s          |

### 2eétape
L'équipe cycliste Boels Dolmans domine ce contre-la-montre par équipes et devance les équipes Canyon-SRAM et Rabo Liv Women. L'écart intermédiaire donne le même podium.
| \| Classement de l'étape \| Classement de l'étape \| Classement de l'étape \| Classement de l'étape \| Classement de l'étape \| Classement de l'étape \| \| Équipe \| Équipe \| Pays \| Temps \| Écart de temps \| Vitesse moy. \| \| --------------------- \| --------------------- \| --------------------- \| --------------------- \| --------------------- \| --------------------- \| \| 1re \| Boels Dolmans \| Pays-Bas \| 30 min 58 s \| \| \| \| 2e \| Canyon-SRAM Racing \| Allemagne \| \| + 33 s \| \| \| 3e \| Rabo Liv Women \| Pays-Bas \| \| + 1 min 05 s \| \| \| 4e \| Wiggle High5 \| Royaume-Uni \| \| + 1 min 16 s \| \| \| 5e \| Parkhotel Valkenburg \| Pays-Bas \| \| + 1 min 24 s \| \| \| 6e \| Orica-AIS \| Australie \| \| + 1 min 45 s \| \| \| 7e \| Liv-Plantur \| Pays-Bas \| \| + 1 min 46 s \| \| \| 8e \| Hitec Products \| Norvège \| \| + 2 min 26 s \| \| \| 9e \| Lensworld-Zannata \| Belgique \| \| + 2 min 59 s \| \| \| 10e \| Lotto Soudal Ladies \| Belgique \| \| + 3 min 11 s \| \| |                      |             |             |                |              |
| |                      |             |             |                |              |
| Source : ProCyclingStats |                      |             |             |                |              |
| Classement de l'étape |                      |             |             |                |              |
| Équipe | Équipe               | Pays        | Temps       | Écart de temps | Vitesse moy. |
| 1re | Boels Dolmans        | Pays-Bas    | 30 min 58 s |                |              |
| 2e | Canyon-SRAM Racing   | Allemagne   |             | + 33 s         |              |
| 3e | Rabo Liv Women       | Pays-Bas    |             | + 1 min 05 s   |              |
| 4e | Wiggle High5         | Royaume-Uni |             | + 1 min 16 s   |              |
| 5e | Parkhotel Valkenburg | Pays-Bas    |             | + 1 min 24 s   |              |
| 6e | Orica-AIS            | Australie   |             | + 1 min 45 s   |              |
| 7e | Liv-Plantur          | Pays-Bas    |             | + 1 min 46 s   |              |
| 8e | Hitec Products       | Norvège     |             | + 2 min 26 s   |              |
| 9e | Lensworld-Zannata    | Belgique    |             | + 2 min 59 s   |              |
| 10e | Lotto Soudal Ladies  | Belgique    |             | + 3 min 11 s   |              |

| \| Classement général \| Classement général \| Classement général \| Classement général \| Classement général \| \| Coureur \| Coureur \| Pays \| Équipe \| Temps \| \| ------------------ \| ------------------ \| ------------------ \| ------------------ \| ------------------ \| \| 1re \| Amalie Dideriksen \| Danemark \| Boels Dolmans \| 3 h 07 min 23 s \| \| 2e \| Ellen van Dijk \| Pays-Bas \| Boels Dolmans \| + 10 s \| \| 3e \| Chantal Blaak \| Pays-Bas \| Boels Dolmans \| + 10 s \| \| 4e \| Karol-Ann Canuel \| Canada \| Boels Dolmans \| + 18 s \| \| 5e \| Lizzie Armitstead \| Royaume-Uni \| Boels Dolmans \| + 18 s \| \| 6e \| Christine Majerus \| Luxembourg \| Boels Dolmans \| + 18 s \| \| 7e \| Lisa Brennauer \| Allemagne \| Canyon-SRAM Racing \| + 45 s \| \| 8e \| Trixi Worrack \| Allemagne \| Canyon-SRAM Racing \| + 45 s \| \| 9e \| Alena Amialiusik \| Biélorussie \| Canyon-SRAM Racing \| + 51 s \| \| 10e \| Elena Cecchini \| Italie \| Canyon-SRAM Racing \| + 51 s \| |                   |             |                    |                 |
| |                   |             |                    |                 |
| Source : ProCyclingStats |                   |             |                    |                 |
| Classement général |                   |             |                    |                 |
| Coureur | Coureur           | Pays        | Équipe             | Temps           |
| 1re | Amalie Dideriksen | Danemark    | Boels Dolmans      | 3 h 07 min 23 s |
| 2e | Ellen van Dijk    | Pays-Bas    | Boels Dolmans      | + 10 s          |
| 3e | Chantal Blaak     | Pays-Bas    | Boels Dolmans      | + 10 s          |
| 4e | Karol-Ann Canuel  | Canada      | Boels Dolmans      | + 18 s          |
| 5e | Lizzie Armitstead | Royaume-Uni | Boels Dolmans      | + 18 s          |
| 6e | Christine Majerus | Luxembourg  | Boels Dolmans      | + 18 s          |
| 7e | Lisa Brennauer    | Allemagne   | Canyon-SRAM Racing | + 45 s          |
| 8e | Trixi Worrack     | Allemagne   | Canyon-SRAM Racing | + 45 s          |
| 9e | Alena Amialiusik  | Biélorussie | Canyon-SRAM Racing | + 51 s          |
| 10e | Elena Cecchini    | Italie      | Canyon-SRAM Racing | + 51 s          |

### 3eétape
Willeke Knol s'échappe seule en début d'étape, mais sa tentative est rapidement anéantie par le peloton. Nina Kessler et Chantal Hoffmann partent à leur tour sans plus de succès. Au vingt-cinquième kilomètre, le peloton est groupé. Dans la première montée du Snijdersberg, le peloton se scinde en deux. Roxane Knetemann et Esra Tromp accélèrent. Leur avance culmine à plus de deux minutes. L'équipe Boels Dolmans dont Elizabeth Armitstead mène alors le peloton. Sous son impulsion, le peloton se disloque. Son arrière-garde est arrêtée par un passage à niveau. Les deux échappées sont reprises. Le groupe de tête est alors composés de quinze coureuses. Dans le final en montée, Katarzyna Niewiadoma devance Amy Pieters et Chantal Blaak. Cette dernière prend la tête du classement général.
| \| Classement de l'étape \| Classement de l'étape \| Classement de l'étape \| Classement de l'étape \| Classement de l'étape \| \| Coureur \| Coureur \| Pays \| Équipe \| Temps \| \| --------------------- \| --------------------- \| --------------------- \| -------------------------------- \| --------------------- \| \| 1re \| Katarzyna Niewiadoma \| Pologne \| Rabo Liv Women \| 3 h 20 min 21 s \| \| 2e \| Amy Pieters \| Pays-Bas \| Wiggle High5 \| + 0 s \| \| 3e \| Chantal Blaak \| Pays-Bas \| Boels Dolmans \| + 0 s \| \| 4e \| Alena Amialiusik \| Biélorussie \| Canyon-SRAM Racing \| + 0 s \| \| 5e \| Leah Kirchmann \| Canada \| Liv-Plantur \| + 0 s \| \| 6e \| Ellen van Dijk \| Pays-Bas \| Boels Dolmans \| + 8 s \| \| 7e \| Lisa Brennauer \| Allemagne \| Canyon-SRAM Racing \| + 9 s \| \| 8e \| Alice Maria Arzuffi \| Italie \| Lensworld-Zannata \| + 14 s \| \| 9e \| Hanna Solovey \| Ukraine \| Parkhotel Valkenburg Continental \| + 16 s \| \| 10e \| Audrey Cordon-Ragot \| France \| Wiggle High5 \| + 16 s \| |                      |             |                                  |                 |
| |                      |             |                                  |                 |
| |                      |             |                                  |                 |
| Classement de l'étape |                      |             |                                  |                 |
| Coureur | Coureur              | Pays        | Équipe                           | Temps           |
| 1re | Katarzyna Niewiadoma | Pologne     | Rabo Liv Women                   | 3 h 20 min 21 s |
| 2e | Amy Pieters          | Pays-Bas    | Wiggle High5                     | + 0 s           |
| 3e | Chantal Blaak        | Pays-Bas    | Boels Dolmans                    | + 0 s           |
| 4e | Alena Amialiusik     | Biélorussie | Canyon-SRAM Racing               | + 0 s           |
| 5e | Leah Kirchmann       | Canada      | Liv-Plantur                      | + 0 s           |
| 6e | Ellen van Dijk       | Pays-Bas    | Boels Dolmans                    | + 8 s           |
| 7e | Lisa Brennauer       | Allemagne   | Canyon-SRAM Racing               | + 9 s           |
| 8e | Alice Maria Arzuffi  | Italie      | Lensworld-Zannata                | + 14 s          |
| 9e | Hanna Solovey        | Ukraine     | Parkhotel Valkenburg Continental | + 16 s          |
| 10e | Audrey Cordon-Ragot  | France      | Wiggle High5                     | + 16 s          |

| \| Classement général \| Classement général \| Classement général \| Classement général \| Classement général \| \| Coureur \| Coureur \| Pays \| Équipe \| Temps \| \| ------------------ \| -------------------- \| ------------------ \| ------------------ \| ------------------ \| \| 1re \| Chantal Blaak \| Pays-Bas \| Boels Dolmans \| 6 h 27 min 38 s \| \| 2e \| Ellen van Dijk \| Pays-Bas \| Boels Dolmans \| + 11 s \| \| 3e \| Karol-Ann Canuel \| Canada \| Boels Dolmans \| + 33 s \| \| 4e \| Alena Amialiusik \| Biélorussie \| Canyon-SRAM Racing \| + 47 s \| \| 5e \| Lisa Brennauer \| Allemagne \| Canyon-SRAM Racing \| + 50 s \| \| 6e \| Katarzyna Niewiadoma \| Pologne \| Rabo Liv Women \| + 1 min 07 s \| \| 7e \| Amy Pieters \| Pays-Bas \| Wiggle High5 \| + 1 min 17 s \| \| 8e \| Anna van der Breggen \| Pays-Bas \| Rabo Liv Women \| + 1 min 32 s \| \| 9e \| Audrey Cordon-Ragot \| France \| Wiggle High5 \| + 1 min 46 s \| \| 10e \| Leah Kirchmann \| Canada \| Liv-Plantur \| + 1 min 54 s \| |                      |             |                    |                 |
| |                      |             |                    |                 |
| |                      |             |                    |                 |
| Classement général |                      |             |                    |                 |
| Coureur | Coureur              | Pays        | Équipe             | Temps           |
| 1re | Chantal Blaak        | Pays-Bas    | Boels Dolmans      | 6 h 27 min 38 s |
| 2e | Ellen van Dijk       | Pays-Bas    | Boels Dolmans      | + 11 s          |
| 3e | Karol-Ann Canuel     | Canada      | Boels Dolmans      | + 33 s          |
| 4e | Alena Amialiusik     | Biélorussie | Canyon-SRAM Racing | + 47 s          |
| 5e | Lisa Brennauer       | Allemagne   | Canyon-SRAM Racing | + 50 s          |
| 6e | Katarzyna Niewiadoma | Pologne     | Rabo Liv Women     | + 1 min 07 s    |
| 7e | Amy Pieters          | Pays-Bas    | Wiggle High5       | + 1 min 17 s    |
| 8e | Anna van der Breggen | Pays-Bas    | Rabo Liv Women     | + 1 min 32 s    |
| 9e | Audrey Cordon-Ragot  | France      | Wiggle High5       | + 1 min 46 s    |
| 10e | Leah Kirchmann       | Canada      | Liv-Plantur        | + 1 min 54 s    |

### 4eétape
Au bout de trente kilomètres, une échappée de quatorze coureuses part. Elle est constituée de : Barbara Guarischi, Emma Johansson, Jeanne Korevaar, Christine Majerus, Sarah Roy,  Tayler Wiles, Simona Frapporti, Emilie Moberg, Riejanne Markus, Natalie van Gogh, Janneke Ensing, Nina Kessler, Evy Kuijpers et Susanne Andersen. Toutes les équipes étant représentées, le peloton ne chasse pas. La victoire se joue donc entre les échappées au sprint. Sarah Roy s'impose devant Evy Kuijpers et Susanne Andersen.
| \| Classement de l'étape \| Classement de l'étape \| Classement de l'étape \| Classement de l'étape \| Classement de l'étape \| \| Coureur \| Coureur \| Pays \| Équipe \| Temps \| \| --------------------- \| --------------------- \| --------------------- \| --------------------- \| --------------------- \| \| 1re \| Sarah Roy \| Australie \| Orica-AIS \| 2 h 45 min 38 s \| \| 2e \| Evy Kuijpers \| Pays-Bas \| Jan van Arckel \| + 0 s \| \| 3e \| Susanne Andersen \| Norvège \| Norvège \| + 0 s \| \| 4e \| Nina Kessler \| Pays-Bas \| Lensworld-Zannata \| + 0 s \| \| 5e \| Riejanne Markus \| Pays-Bas \| Liv-Plantur \| + 0 s \| \| 6e \| Barbara Guarischi \| Italie \| Canyon-SRAM Racing \| + 0 s \| \| 7e \| Jeanne Korevaar \| Pays-Bas \| Rabo Liv Women \| + 0 s \| \| 8e \| Emma Johansson \| Suède \| Wiggle High5 \| + 0 s \| \| 9e \| Emilie Moberg \| Norvège \| Hitec Products \| + 0 s \| \| 10e \| Simona Frapporti \| Italie \| Hitec Products \| + 0 s \| |                   |           |                    |                 |
| |                   |           |                    |                 |
| |                   |           |                    |                 |
| Classement de l'étape |                   |           |                    |                 |
| Coureur | Coureur           | Pays      | Équipe             | Temps           |
| 1re | Sarah Roy         | Australie | Orica-AIS          | 2 h 45 min 38 s |
| 2e | Evy Kuijpers      | Pays-Bas  | Jan van Arckel     | + 0 s           |
| 3e | Susanne Andersen  | Norvège   | Norvège            | + 0 s           |
| 4e | Nina Kessler      | Pays-Bas  | Lensworld-Zannata  | + 0 s           |
| 5e | Riejanne Markus   | Pays-Bas  | Liv-Plantur        | + 0 s           |
| 6e | Barbara Guarischi | Italie    | Canyon-SRAM Racing | + 0 s           |
| 7e | Jeanne Korevaar   | Pays-Bas  | Rabo Liv Women     | + 0 s           |
| 8e | Emma Johansson    | Suède     | Wiggle High5       | + 0 s           |
| 9e | Emilie Moberg     | Norvège   | Hitec Products     | + 0 s           |
| 10e | Simona Frapporti  | Italie    | Hitec Products     | + 0 s           |

| \| Classement général \| Classement général \| Classement général \| Classement général \| Classement général \| \| Coureur \| Coureur \| Pays \| Équipe \| Temps \| \| ------------------ \| -------------------- \| ------------------ \| ------------------ \| ------------------ \| \| 1re \| Chantal Blaak \| Pays-Bas \| Boels Dolmans \| 9 h 18 min 05 s \| \| 2e \| Ellen van Dijk \| Pays-Bas \| Boels Dolmans \| + 11 s \| \| 3e \| Karol-Ann Canuel \| Canada \| Boels Dolmans \| + 33 s \| \| 4e \| Alena Amialiusik \| Biélorussie \| Canyon-SRAM Racing \| + 47 s \| \| 5e \| Lisa Brennauer \| Allemagne \| Canyon-SRAM Racing \| + 50 s \| \| 6e \| Katarzyna Niewiadoma \| Pologne \| Rabo Liv Women \| + 1 min 07 s \| \| 7e \| Christine Majerus \| Luxembourg \| Boels Dolmans \| + 1 min 14 s \| \| 8e \| Amy Pieters \| Pays-Bas \| Wiggle High5 \| + 1 min 17 s \| \| 9e \| Anna van der Breggen \| Pays-Bas \| Rabo Liv Women \| + 1 min 32 s \| \| 10e \| Audrey Cordon-Ragot \| France \| Wiggle High5 \| + 1 min 46 s \| |                      |             |                    |                 |
| |                      |             |                    |                 |
| |                      |             |                    |                 |
| Classement général |                      |             |                    |                 |
| Coureur | Coureur              | Pays        | Équipe             | Temps           |
| 1re | Chantal Blaak        | Pays-Bas    | Boels Dolmans      | 9 h 18 min 05 s |
| 2e | Ellen van Dijk       | Pays-Bas    | Boels Dolmans      | + 11 s          |
| 3e | Karol-Ann Canuel     | Canada      | Boels Dolmans      | + 33 s          |
| 4e | Alena Amialiusik     | Biélorussie | Canyon-SRAM Racing | + 47 s          |
| 5e | Lisa Brennauer       | Allemagne   | Canyon-SRAM Racing | + 50 s          |
| 6e | Katarzyna Niewiadoma | Pologne     | Rabo Liv Women     | + 1 min 07 s    |
| 7e | Christine Majerus    | Luxembourg  | Boels Dolmans      | + 1 min 14 s    |
| 8e | Amy Pieters          | Pays-Bas    | Wiggle High5       | + 1 min 17 s    |
| 9e | Anna van der Breggen | Pays-Bas    | Rabo Liv Women     | + 1 min 32 s    |
| 10e | Audrey Cordon-Ragot  | France      | Wiggle High5       | + 1 min 46 s    |

### 5eétape
Au bout d'une trentaine de kilomètres, Trixi Worrack et Jolien D'Hoore s'échappent. Leur avance culmine à vingt secondes avant qu'elles ne se fassent reprendre. Chantal Hoffmann tente ensuite sa chance. Elle est rejointe par Thea Thorsen et Chanella Stougje. À une vingtaine de kilomètres de l'arrivée, ce groupe compte une minute d'avance. Elles se font néanmoins reprendre à trois kilomètres du but. Lisa Brennauer devance Loren Rowney et Jolien D'Hoore au sprint.
| \| Classement de l'étape \| Classement de l'étape \| Classement de l'étape \| Classement de l'étape \| Classement de l'étape \| \| Coureur \| Coureur \| Pays \| Équipe \| Temps \| \| --------------------- \| ------------------------- \| --------------------- \| --------------------- \| --------------------- \| \| 1re \| Lisa Brennauer \| Allemagne \| Canyon-SRAM Racing \| 2 h 52 min 30 s \| \| 2e \| Loren Rowney \| Australie \| Orica-AIS \| + 0 s \| \| 3e \| Jolien D'Hoore \| Belgique \| Wiggle High5 \| + 0 s \| \| 4e \| Nina Kessler \| Pays-Bas \| Lensworld-Zannata \| + 0 s \| \| 5e \| Maria Giulia Confalonieri \| Italie \| Lensworld-Zannata \| + 0 s \| \| 6e \| Anouk Rijff \| Pays-Bas \| Lotto Soudal Ladies \| + 0 s \| \| 7e \| Susanne Andersen \| Norvège \| Hitec Products \| + 0 s \| \| 8e \| Kaat Hannes \| Belgique \| Lensworld-Zannata \| + 0 s \| \| 9e \| Sara Mustonen \| Suède \| Liv-Plantur \| + 0 s \| \| 10e \| Chantal Blaak \| Pays-Bas \| Boels Dolmans \| + 0 s \| |                           |           |                     |                 |
| |                           |           |                     |                 |
| |                           |           |                     |                 |
| Classement de l'étape |                           |           |                     |                 |
| Coureur | Coureur                   | Pays      | Équipe              | Temps           |
| 1re | Lisa Brennauer            | Allemagne | Canyon-SRAM Racing  | 2 h 52 min 30 s |
| 2e | Loren Rowney              | Australie | Orica-AIS           | + 0 s           |
| 3e | Jolien D'Hoore            | Belgique  | Wiggle High5        | + 0 s           |
| 4e | Nina Kessler              | Pays-Bas  | Lensworld-Zannata   | + 0 s           |
| 5e | Maria Giulia Confalonieri | Italie    | Lensworld-Zannata   | + 0 s           |
| 6e | Anouk Rijff               | Pays-Bas  | Lotto Soudal Ladies | + 0 s           |
| 7e | Susanne Andersen          | Norvège   | Hitec Products      | + 0 s           |
| 8e | Kaat Hannes               | Belgique  | Lensworld-Zannata   | + 0 s           |
| 9e | Sara Mustonen             | Suède     | Liv-Plantur         | + 0 s           |
| 10e | Chantal Blaak             | Pays-Bas  | Boels Dolmans       | + 0 s           |

| \| Classement général \| Classement général \| Classement général \| Classement général \| Classement général \| \| Coureur \| Coureur \| Pays \| Équipe \| Temps \| \| ------------------ \| -------------------- \| ------------------ \| ------------------ \| ------------------ \| \| 1re \| Chantal Blaak \| Pays-Bas \| Boels Dolmans \| 12 h 10 min 35 s \| \| 2e \| Ellen van Dijk \| Pays-Bas \| Boels Dolmans \| + 11 s \| \| 3e \| Karol-Ann Canuel \| Canada \| Boels Dolmans \| + 33 s \| \| 4e \| Lisa Brennauer \| Allemagne \| Canyon-SRAM Racing \| + 40 s \| \| 5e \| Alena Amialiusik \| Biélorussie \| Canyon-SRAM Racing \| + 47 s \| \| 6e \| Katarzyna Niewiadoma \| Pologne \| Rabo Liv Women \| + 1 min 07 s \| \| 7e \| Christine Majerus \| Luxembourg \| Boels Dolmans \| + 1 min 14 s \| \| 8e \| Amy Pieters \| Pays-Bas \| Wiggle High5 \| + 1 min 17 s \| \| 9e \| Anna van der Breggen \| Pays-Bas \| Rabo Liv Women \| + 1 min 32 s \| \| 10e \| Audrey Cordon-Ragot \| France \| Wiggle High5 \| + 1 min 46 s \| |                      |             |                    |                  |
| |                      |             |                    |                  |
| |                      |             |                    |                  |
| Classement général |                      |             |                    |                  |
| Coureur | Coureur              | Pays        | Équipe             | Temps            |
| 1re | Chantal Blaak        | Pays-Bas    | Boels Dolmans      | 12 h 10 min 35 s |
| 2e | Ellen van Dijk       | Pays-Bas    | Boels Dolmans      | + 11 s           |
| 3e | Karol-Ann Canuel     | Canada      | Boels Dolmans      | + 33 s           |
| 4e | Lisa Brennauer       | Allemagne   | Canyon-SRAM Racing | + 40 s           |
| 5e | Alena Amialiusik     | Biélorussie | Canyon-SRAM Racing | + 47 s           |
| 6e | Katarzyna Niewiadoma | Pologne     | Rabo Liv Women     | + 1 min 07 s     |
| 7e | Christine Majerus    | Luxembourg  | Boels Dolmans      | + 1 min 14 s     |
| 8e | Amy Pieters          | Pays-Bas    | Wiggle High5       | + 1 min 17 s     |
| 9e | Anna van der Breggen | Pays-Bas    | Rabo Liv Women     | + 1 min 32 s     |
| 10e | Audrey Cordon-Ragot  | France      | Wiggle High5       | + 1 min 46 s     |

### 6eétape
Willeke Knol part tôt dans l'étape seule. Reprise, sa coéquipière Anouk Rijff contre, mais sans succès. Le premier passage du Cauberg permet à un groupe de se détacher. Il est constitué de : Elizabeth Armitstead, Elena Cecchini, Amy Pieters, Roxane Knetemann, Anouska Koster, Amanda Spratt, Hanna Solovey et Winanda Spoor . Son avance atteint deux minutes vingt. Dans la montée de l'Eyserbosweg, l'avant du peloton accélère et revient sur le groupe de tête. Elles sont alors quinze à l'avant. Un regroupement général arrive immédiatement après. Roxane Knetemann attaque alors. Il reste trente-sept kilomètres. Riejanne Markus et Esther van Veen la rejoignent. À vingt-cinq kilomètres de l'arrivée, leur avance est de deux minutes vingt. Le peloton se disloque derrière et douze coureuses forment un groupe de poursuite. Quand l'écart passe sous la minute Roxane Knetemann part seule. Riejanne Markus la reprend, mais elles sont finalement rejointes. La victoire se joue dans la dernière ascension du Cauberg. Katarzyna Niewiadoma y devance Ellen van Dijk et Alena Amialiusik. Chantal Blaak passe la ligne deux secondes après Ellen van Dijk et conserve ainsi sa première place au classement général.
| \| Classement de l'étape \| Classement de l'étape \| Classement de l'étape \| Classement de l'étape \| Classement de l'étape \| \| Coureur \| Coureur \| Pays \| Équipe \| Temps \| \| --------------------- \| --------------------- \| --------------------- \| -------------------------------- \| --------------------- \| \| 1re \| Katarzyna Niewiadoma \| Pologne \| Rabo Liv Women \| 3 h 24 min 21 s \| \| 2e \| Ellen van Dijk \| Pays-Bas \| Boels Dolmans \| + 3 s \| \| 3e \| Alena Amialiusik \| Biélorussie \| Canyon-SRAM Racing \| + 3 s \| \| 4e \| Anna van der Breggen \| Pays-Bas \| Rabo Liv Women \| + 5 s \| \| 5e \| Amy Pieters \| Pays-Bas \| Wiggle High5 \| + 5 s \| \| 6e \| Chantal Blaak \| Pays-Bas \| Boels Dolmans \| + 5 s \| \| 7e \| Emma Johansson \| Suède \| Wiggle High5 \| + 21 s \| \| 8e \| Amanda Spratt \| Australie \| Orica-AIS \| + 21 s \| \| 9e \| Hanna Solovey \| Ukraine \| Parkhotel Valkenburg Continental \| + 21 s \| \| 10e \| Karol-Ann Canuel \| Canada \| Boels Dolmans \| + 21 s \| |                      |             |                                  |                 |
| |                      |             |                                  |                 |
| |                      |             |                                  |                 |
| Classement de l'étape |                      |             |                                  |                 |
| Coureur | Coureur              | Pays        | Équipe                           | Temps           |
| 1re | Katarzyna Niewiadoma | Pologne     | Rabo Liv Women                   | 3 h 24 min 21 s |
| 2e | Ellen van Dijk       | Pays-Bas    | Boels Dolmans                    | + 3 s           |
| 3e | Alena Amialiusik     | Biélorussie | Canyon-SRAM Racing               | + 3 s           |
| 4e | Anna van der Breggen | Pays-Bas    | Rabo Liv Women                   | + 5 s           |
| 5e | Amy Pieters          | Pays-Bas    | Wiggle High5                     | + 5 s           |
| 6e | Chantal Blaak        | Pays-Bas    | Boels Dolmans                    | + 5 s           |
| 7e | Emma Johansson       | Suède       | Wiggle High5                     | + 21 s          |
| 8e | Amanda Spratt        | Australie   | Orica-AIS                        | + 21 s          |
| 9e | Hanna Solovey        | Ukraine     | Parkhotel Valkenburg Continental | + 21 s          |
| 10e | Karol-Ann Canuel     | Canada      | Boels Dolmans                    | + 21 s          |

## Classements finals

### Classement général final
| \| Classement général \| Classement général \| Classement général \| Classement général \| Classement général \| \| Coureur \| Coureur \| Pays \| Équipe \| Temps \| \| ------------------ \| -------------------- \| ------------------ \| -------------------------------- \| ------------------ \| \| 1re \| Chantal Blaak \| Pays-Bas \| Boels Dolmans \| 15 h 35 min 01 s \| \| 2e \| Ellen van Dijk \| Pays-Bas \| Boels Dolmans \| + 3 s \| \| 3e \| Alena Amialiusik \| Biélorussie \| Canyon-SRAM Racing \| + 41 s \| \| 4e \| Karol-Ann Canuel \| Canada \| Boels Dolmans \| + 49 s \| \| 5e \| Katarzyna Niewiadoma \| Pologne \| Rabo Liv Women \| + 52 s \| \| 6e \| Amy Pieters \| Pays-Bas \| Wiggle High5 \| + 1 min 17 s \| \| 7e \| Anna van der Breggen \| Pays-Bas \| Rabo Liv Women \| + 1 min 32 s \| \| 8e \| Lisa Brennauer \| Allemagne \| Canyon-SRAM Racing \| + 1 min 38 s \| \| 9e \| Hanna Solovey \| Ukraine \| Parkhotel Valkenburg Continental \| + 2 min 18 s \| \| 10e \| Leah Kirchmann \| Canada \| Liv-Plantur \| + 2 min 23 s \| |                      |             |                                  |                  |
| |                      |             |                                  |                  |
| |                      |             |                                  |                  |
| Classement général |                      |             |                                  |                  |
| Coureur | Coureur              | Pays        | Équipe                           | Temps            |
| 1re | Chantal Blaak        | Pays-Bas    | Boels Dolmans                    | 15 h 35 min 01 s |
| 2e | Ellen van Dijk       | Pays-Bas    | Boels Dolmans                    | + 3 s            |
| 3e | Alena Amialiusik     | Biélorussie | Canyon-SRAM Racing               | + 41 s           |
| 4e | Karol-Ann Canuel     | Canada      | Boels Dolmans                    | + 49 s           |
| 5e | Katarzyna Niewiadoma | Pologne     | Rabo Liv Women                   | + 52 s           |
| 6e | Amy Pieters          | Pays-Bas    | Wiggle High5                     | + 1 min 17 s     |
| 7e | Anna van der Breggen | Pays-Bas    | Rabo Liv Women                   | + 1 min 32 s     |
| 8e | Lisa Brennauer       | Allemagne   | Canyon-SRAM Racing               | + 1 min 38 s     |
| 9e | Hanna Solovey        | Ukraine     | Parkhotel Valkenburg Continental | + 2 min 18 s     |
| 10e | Leah Kirchmann       | Canada      | Liv-Plantur                      | + 2 min 23 s     |

### Points UCI
| Position           | 1er | 2e | 3e | 4e | 5e | 6e | 7e | 8e | 9e | 10e | 11e | 12e | 13e | 14e | 15e | 16e | 17e | 18e |
| Classement général | 80  | 60 | 45 | 35 | 30 | 25 | 21 | 18 | 15 | 12  | 10  | 8   | 6   | 5   | 4   | 3   | 2   | 1   |
| Par étape          | 16  | 12 | 8  | 6  | 5  | 4  | 3  | 2  |    |     |     |     |     |     |     |     |     |     |
| Leader, par étape  | 4   |    |    |    |    |    |    |    |    |     |     |     |     |     |     |     |     |     |

### Classements annexes

#### Classement par points
| Classement par points | Classement par points | Classement par points | Classement par points | Classement par points |
| --------------------- | --------------------- | --------------------- | --------------------- | --------------------- |
|                       | Coureur               | Pays                  | Équipe                | Point(s)              |
| 1er                   | Katarzyna Niewiadoma  | Pologne               | Rabo Liv Women        | 50 points             |
| 2e                    | Ellen van Dijk        | Pays-Bas              | Boels Dolmans         | 43 pts                |
| 3e                    | Chantal Blaak         | Pays-Bas              | Boels Dolmans         | 41 pts                |
| modifier              |                       |                       |                       |                       |

#### Classement de la meilleure grimpeuse
| Classement de la meilleure grimpeuse | Classement de la meilleure grimpeuse | Classement de la meilleure grimpeuse | Classement de la meilleure grimpeuse | Classement de la meilleure grimpeuse |
| ------------------------------------ | ------------------------------------ | ------------------------------------ | ------------------------------------ | ------------------------------------ |
|                                      | Coureur                              | Pays                                 | Équipe                               | Point(s)                             |
| 1er                                  | Roxane Knetemann                     | Pays-Bas                             | Rabo Liv Women                       | 22 points                            |
| 2e                                   | Elizabeth Armitstead                 | Royaume-Uni                          | Boels Dolmans                        | 12 pts                               |
| 3e                                   | Katarzyna Niewiadoma                 | Pologne                              | Rabo Liv Women                       | 7 pts                                |
| modifier                             |                                      |                                      |                                      |                                      |

#### Classement de la meilleure jeune
| Classement de la meilleure jeune | Classement de la meilleure jeune | Classement de la meilleure jeune | Classement de la meilleure jeune | Classement de la meilleure jeune |
|                                  | Coureur                          | Pays                             | Équipe                           | Temps                            |
| -------------------------------- | -------------------------------- | -------------------------------- | -------------------------------- | -------------------------------- |
| 1er                              | Katarzyna Niewiadoma             | Pologne                          | Rabo Liv Women                   | en 15 h 35 min 53 s              |
| 2e                               | Riejanne Markus                  | Pays-Bas                         | Liv-Plantur                      | +4 min 31 s                      |
| 3e                               | Alice Maria Arzuffi              | Italie                           | Lensworld-Zannata                | +7 min 22 s                      |
| modifier                         |                                  |                                  |                                  |                                  |

#### Classement des sprints
| Classement des sprints | Classement des sprints | Classement des sprints | Classement des sprints | Classement des sprints |
| ---------------------- | ---------------------- | ---------------------- | ---------------------- | ---------------------- |
|                        | Coureur                | Pays                   | Équipe                 | Point(s)               |
| 1er                    | Winanda Spoor          | Pays-Bas               | Lensworld-Zannata      | 10 points              |
| 2e                     | Natalie van Gogh       | Pays-Bas               | Parkhotel Valkenburg   | 7 pts                  |
| 3e                     | Roxane Knetemann       | Pays-Bas               | Rabo Liv Women         | 5 pts                  |
| modifier               |                        |                        |                        |                        |

#### Classement du combiné
| Classement du combiné | Classement du combiné | Classement du combiné | Classement du combiné | Classement du combiné |
| --------------------- | --------------------- | --------------------- | --------------------- | --------------------- |
|                       | Coureur               | Pays                  | Équipe                | Point(s)              |
| 1er                   | Chantal Blaak         | Pays-Bas              | Boels Dolmans         | 37 points             |
| 2e                    | Ellen van Dijk        | Pays-Bas              | Boels Dolmans         | 32 pts                |
| 3e                    | Katarzyna Niewiadoma  | Pologne               | Rabo Liv Women        | 25 pts                |
| modifier              |                       |                       |                       |                       |

#### Classement de la meilleure équipe
| Classement de la meilleure équipe | Classement de la meilleure équipe | Classement de la meilleure équipe | Classement de la meilleure équipe | Classement de la meilleure équipe |
|                                   | Coureur                           | Pays                              | Équipe                            | Temps                             |
| --------------------------------- | --------------------------------- | --------------------------------- | --------------------------------- | --------------------------------- |
| 1er                               | Boels Dolmans                     | Pays-Bas                          | '                                 | en 46 h 41 min 25 s               |
| 2e                                | Rabo Liv Women                    | Pays-Bas                          |                                   | +9 min 15 s                       |
| 3e                                | Wiggle High5                      | Royaume-Uni                       |                                   | +9 min 59 s                       |
| modifier                          |                                   |                                   |                                   |                                   |

## Évolution des classements
| Étape              | Vainqueur            | Classement général | Classement par points | Classement de la montagne | Classement de la meilleure jeune | Classement des sprints | Classement du combiné | Prix de la combativité | Classement de la meilleure équipe |
| ------------------ | -------------------- | ------------------ | --------------------- | ------------------------- | -------------------------------- | ---------------------- | --------------------- | ---------------------- | --------------------------------- |
| 1                  | Amalie Dideriksen    | Amalie Dideriksen  | Amalie Dideriksen     | Amalie Dideriksen         | Amalie Dideriksen                | Winanda Spoor          | Amalie Dideriksen     | Katarzyna Niewiadoma   | Boels Dolmans                     |
| 2 (TTT)            | Boels Dolmans        | Amalie Dideriksen  | Amalie Dideriksen     | Amalie Dideriksen         | Amalie Dideriksen                | Winanda Spoor          | Amalie Dideriksen     |                        | Boels Dolmans                     |
| 3                  | Katarzyna Niewiadoma | Chantal Blaak      | Katarzyna Niewiadoma  | Ellen van Dijk            | Katarzyna Niewiadoma             | Winanda Spoor          | Chantal Blaak         | Roxane Knetemann       | Boels Dolmans                     |
| 4                  | Sarah Roy            | Chantal Blaak      | Sarah Roy             | Roxane Knetemann          | Katarzyna Niewiadoma             | Natalie van Gogh       | Chantal Blaak         | Evy Kuijpers           | Boels Dolmans                     |
| 5                  | Lisa Brennauer       | Chantal Blaak      | Lisa Brennauer        | Roxane Knetemann          | Katarzyna Niewiadoma             | Winanda Spoor          | Chantal Blaak         | Chantal Hoffmann       | Boels Dolmans                     |
| 6                  | Katarzyna Niewiadoma | Chantal Blaak      | Katarzyna Niewiadoma  | Roxane Knetemann          | Katarzyna Niewiadoma             | Winanda Spoor          | Chantal Blaak         | Roxane Knetemann       | Boels Dolmans                     |
| Classements finals | Classements finals   | Chantal Blaak      | Katarzyna Niewiadoma  | Roxane Knetemann          | Katarzyna Niewiadoma             | Winanda Spoor          | Chantal Blaak         | non attribué           | Boels Dolmans                     |

## Liste des participantes
| Légende                                | Légende                                                                                              | Légende                          | Légende |
| -------------------------------------- | --- | -------------------------------- | --- |
| Num                                    | Dossard de départ porté par la coureuse sur ce Boels Ladies Tour                                     | Pos                              | Position finale au classement général                                                                           |
| Leader du classement général           | Indique la vainqueur du classement général                                                           | Leader du classement par points  | Indique la vainqueur du classement par points                                                                   |
| Leader du classement de la montagne    | Indique la vainqueur du classement de la montagne                                                    | Leader du classement des sprints | Indique la vainqueur du classement des sprints                                                                  |
| Leader du classement du meilleur jeune | Indique la vainqueur du classement de la meilleure jeune                                             |                                  | Indique un maillot de champion national ou mondial, suivi de sa spécialité                                      |
| #                                      | Indique la meilleure équipe                                                                          | NP                               | Indique une coureuse qui n'a pas pris le départ d'une étape, suivi du numéro de l'étape où elle s'est retirée   |
| AB                                     | Indique une coureuse qui n'a pas terminé une étape, suivi du numéro de l'étape où elle s'est retirée | HD                               | Indique un coureuse qui a terminé une étape hors des délais, suivi du numéro de l'étape                         |
| DSQ                                    | Indique un coureur qui a été disqualifié de la course, suivi du numéro de l'étape                    | *                                | Indique un coureuse en lice pour le classement de la meilleure jeune (coureuses nées après le 1er janvier 1994) |

| Canyon-SRAM Racing LPR | Canyon-SRAM Racing LPR       | Canyon-SRAM Racing LPR |
| ---------------------- | ---------------------------- | ---------------------- |
| Num                    | Coureur                      | Pos                    |
| 1                      | Lisa Brennauer (GER)         | 8e                     |
| 2                      | Trixi Worrack (GER)          | 36e                    |
| 3                      | Alena Amialiusik (BLR)       | 3e                     |
| 4                      | Barbara Guarischi (ITA )     | AB-6                   |
| 5                      | Mieke Kröger (GER) (route)   | 51e                    |
| 6                      | Elena Cecchini (ITA) (route) | 25e                    |

| Wiggle High5 WHT | Wiggle High5 WHT             | Wiggle High5 WHT |
| ---------------- | ---------------------------- | ---------------- |
| Num              | Coureur                      | Pos              |
| 11               | Amy Pieters (NED)            | 6e               |
| 13               | Jolien D'Hoore (BEL)         | 40e              |
| 14               | Chloe Hosking (AUS)          | 39e              |
| 15               | Audrey Cordon (FRA)          | 12e              |
| 16               | Emma Johansson (SWE) (route) | 11e              |

| Rabo Liv Women RBW | Rabo Liv Women RBW                  | Rabo Liv Women RBW |
| ------------------ | ----------------------------------- | ------------------ |
| Num                | Coureur                             | Pos                |
| 21                 | Anna van der Breggen (NED)          | 7e                 |
| 22                 | Shara Gillow (AUS)                  | 32e                |
| 23                 | Roxane Knetemann (NED)              | 16e                |
| 24                 | Anouska Koster (NED) (route)        | 21e                |
| 25                 | Jeanne Korevaar* (NED)              | 31e                |
| 26                 | Katarzyna Niewiadoma* (POL) (route) | 5e                 |

| Boels Dolmans# DLT | Boels Dolmans# DLT                 | Boels Dolmans# DLT |
| ------------------ | ---------------------------------- | ------------------ |
| Num                | Coureur                            | Pos                |
| 31                 | Elizabeth Armitstead (GBR) (route) | 20e                |
| 32                 | Chantal Blaak (NED)                | 1re                |
| 33                 | Ellen van Dijk (NED)               | 2e                 |
| 34                 | Karol-Ann Canuel (CAN)             | 4e                 |
| 35                 | Christine Majerus (LUX) (route)    | 17e                |
| 36                 | Amalie Dideriksen* (DEN)           | 26e                |

| Orica-AIS OGE | Orica-AIS OGE               | Orica-AIS OGE |
| ------------- | --------------------------- | ------------- |
| Num           | Coureur                     | Pos           |
| 41            | Amanda Spratt (AUS) (route) | 13e           |
| 42            | Gracie Elvin (AUS)          | AB-6          |
| 43            | Jessica Allen* (AUS)        | 46e           |
| 44            | Loren Rowney (AUS)          | 42e           |
| 45            | Sarah Roy (AUS)             | 24e           |
| 46            | Tayler Wiles (USA)          | 33e           |

| Hitec Products HPU | Hitec Products HPU         | Hitec Products HPU |
| ------------------ | -------------------------- | ------------------ |
| Num                | Coureur                    | Pos                |
| 51                 | Thea Thorsen ( NOR)        | AB-6               |
| 52                 | Simona Frapporti ( ITA)    | 29e                |
| 53                 | Tatiana Guderzo ( ITA)     | 19e                |
| 54                 | Emilie Moberg ( NOR)       | 28e                |
| 55                 | Lauren Kitchen ( AUS)      | 45e                |
| 56                 | Tone Hatteland Lima ( NOR) | AB-6               |

| Liv-Plantur TLP | Liv-Plantur TLP        | Liv-Plantur TLP |
| --------------- | ---------------------- | --------------- |
| Num             | Coureur                | Pos             |
| 61              | Leah Kirchmann (CAN)   | 10e             |
| 62              | Riejanne Markus* (NED) | 15e             |
| 63              | Sara Mustonen (SWE)    | AB-6            |
| 64              | Rozanne Slik (NED)     | 27e             |
| 65              | Julia Soek (NED)       | 35e             |
| 66              | Kyara Stijns* (NED)    | AB-6            |

| Lotto Soudal LBL | Lotto Soudal LBL       | Lotto Soudal LBL |
| ---------------- | ---------------------- | ---------------- |
| Num              | Coureur                | Pos              |
| 71               | Lotte Kopecky* (BEL)   | NP-5             |
| 72               | Anouk Rijff* (NED)     | 44e              |
| 73               | Willeke Knol (NED)     | AB-6             |
| 74               | Chantal Hoffmann (LUX) | AB-6             |
| 75               | Susanna Zorzi (ITA)    | AB-3             |
| 76               | Isabelle Beckers (BEL) | AB-6             |

| Parkhotel Valkenburg PHV | Parkhotel Valkenburg PHV | Parkhotel Valkenburg PHV |
| ------------------------ | ------------------------ | ------------------------ |
| Num                      | Coureur                  | Pos                      |
| 81                       | Natalie van Gogh (NED)   | 22e                      |
| 82                       | Janneke Ensing (NED)     | 14e                      |
| 83                       | Jermaine Post (NED)      | AB-4                     |
| 84                       | Chanella Stougje* (NED)  | 41e                      |
| 85                       | Esra Tromp (NED)         | 34e                      |
| 86                       | Hanna Solovey (UKR)      | 9e                       |

| Lensworld-Zannata-Etixx LZE | Lensworld-Zannata-Etixx LZE     | Lensworld-Zannata-Etixx LZE |
| --------------------------- | ------------------------------- | --------------------------- |
| Num                         | Coureur                         | Pos                         |
| 91                          | Nina Kessler (NED)              | AB-6                        |
| 92                          | Alice Maria Arzuffi* (ITA)      | 18e                         |
| 93                          | Maria Giulia Confalonieri (ITA) | 43e                         |
| 94                          | Winanda Spoor (NED)             | 52e                         |
| 95                          | Oxana Kozonchuk (RUS)           | AB-3                        |
| 96                          | Kaat Hannes (BEL) (route)       | 30e                         |

| Jan van Arckel | Jan van Arckel                | Jan van Arckel |
| -------------- | ----------------------------- | -------------- |
| Num            | Coureur                       | Pos            |
| 101            | Marjolein Van't Geloof* (NED) | 48e            |
| 102            | Evy Kuijpers* (NED)           | 37e            |
| 103            | Sylvie Boermans (NED)         | AB-5           |
| 104            | Nike Beckeringh* (NED)        | 49e            |
| 105            | Danique Braam* (NED)          | 50e            |
| 106            | Karen Elzing (NED)            | AB-6           |

| Regioteam Noord | Regioteam Noord                 | Regioteam Noord |
| --------------- | ------------------------------- | --------------- |
| Num             | Coureur                         | Pos             |
| 111             | Anne Marijn van der Graaf (NED) | AB-6            |
| 112             | Paulien Koster* (NED)           | AB-6            |
| 113             | Nynke Pellikaan* (NED)          | AB-3            |
| 114             | Loes Adegeest* (NED)            | 53e             |
| 115             | Leonie Lubbinge (NED)           | AB-6            |
| 116             | Simone De Vries* (NED)          | 55e             |

| Regio Rijnmond | Regio Rijnmond         | Regio Rijnmond |
| -------------- | ---------------------- | -------------- |
| Num            | Coureur                | Pos            |
| 121            | Demi Vollering* (NED)  | AB-3           |
| 123            | Gina Hofland* (NED)    | AB-3           |
| 124            | Ilse Miltenburg* (NED) | AB-3           |
| 125            | Minke Bakker* (NED)    | AB-3           |
| 125            | Nina Buysman* (NED)    | 47e            |

| Regioteam Zuid-Holland | Regioteam Zuid-Holland | Regioteam Zuid-Holland |
| ---------------------- | ---------------------- | ---------------------- |
| Num                    | Coureur                | Pos                    |
| 131                    | Esther van Veen (NED)  | 23e                    |
| 132                    | Ingrid Tempert (NED)   | 54e                    |
| 133                    | Hannah Helamb* (NED)   | AB-3                   |
| 134                    | Sofie van Horik (NED)  | AB-6                   |
| 135                    | Tessa Dijksman* (NED)  | AB-5                   |
| 136                    | Minke van Dongen (NED) | NP-6                   |

| Regional Team Scandinavia | Regional Team Scandinavia  | Regional Team Scandinavia |
| ------------------------- | -------------------------- | ------------------------- |
| Num                       | Coureur                    | Pos                       |
| 141                       | Kirsti Ruud (NOR)          | NP-5                      |
| 142                       | Monica Holler (SWE)        | AB-3                      |
| 143                       | Line Marie Gulliksen (NOR) | AB-6                      |
| 144                       | Birgitte Ravndal (NOR)     | 56e                       |
| 145                       | Marie Flataas (NOR)        | AB-4                      |
| 146                       | Susanne Andersen* (NOR)    | 38e                       |

Source.